# Antonio Guzmán Fernández

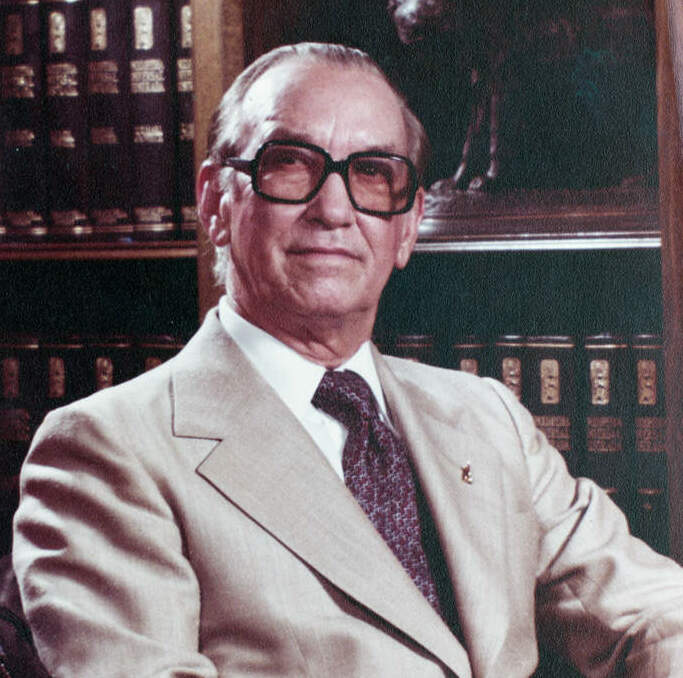
Antonio Guzmán Fernández (1978)

Silvestre Antonio Guzmán Fernández (* 12. Februar 1911 in La Vega; † 4. Juli 1982 in Santo Domingo) war ein dominikanischer Geschäftsmann und Politiker. Von 1978 bis 1982 war er der 46. Präsident der Dominikanischen Republik.

## Leben

### Frühe Laufbahn
Antonio Guzmán besuchte die Schule in seinem Geburtsort La Vega.
Er arbeitete im Früchteexport und wurde bald auch ein erfolgreicher Landwirt.
Als frühes Mitglied von Juan Boschs Partido Revolucionario Dominicano (PRD) war er während Boschs kurzer Amtszeit 1963 Sekretär für Landwirtschaftsfragen. Im Mai 1966 war er Kandidat seiner Partei für die Vizepräsidentschaft, die Wahl gewann aber der Partido Reformista Social Cristiano (PRSC) von Joaquín Balaguer.
Im Jahr 1974 trat er als Kandidat zur Präsidentschaftswahl für ein vereinigtes Oppositionsbündnis unter Führung des PRD an. Nachdem Balaguer die Wahlordnung in einer Weise änderte, die die Opposition ihrer Meinung nach ungerechtfertigt benachteiligte, trat er aber von der Kandidatur zurück.

### Präsidentschaft
1978 trat Guzmán erneut als Präsidentschaftskandidat des PRD an, sein Gegner war Joaquín Balaguer. Als die Wahlauswertung einen deutlichen Trend für Guzmán zeigte, brachen die Fuerzas Armadas die Auszählung ab. Erst nach massiven Protesten im In- und Ausland wurde die Auswertung der Wahl fortgesetzt. Als das Endergebnis feststand, erwies sich, dass Guzmán Balaguer die erste Niederlage seines Lebens eingebracht hatte. Mit dem Wechsel des Präsidentenamtes von Balaguer zu Guzmán wurde erstmals ein dominikanischer Präsident friedlich im Amt abgelöst.
Guzmáns politische Pläne sahen eine allmähliche Reform der sozialen und ökonomischen Bedingungen in der Dominikanischen Republik vor, während er aufgrund ihrer starken Macht und Bedeutung für das politische Leben versuchte, direkte Kontakte zur Armee aufzubauen. Um dieses Problem möglichst direkt anzugehen, startete er Militärreformen, die ihm gegenüber skeptische Offiziere absetzten und an ihre Stelle jüngere Offiziere setzten, die hinter seiner Politik standen. Hinzu kam ein verstärktes Ausbildungsprogramm für die bewaffneten Kräfte. Dieses Programm erwies sich als großer Erfolg für das Land mit positiven Auswirkungen weit über Guzmáns Amtszeit hinaus.
Politisch hatte Guzmán allerdings große Probleme, seine Absichten durchzusetzen, da die Mehrheit des aus der dominikanischen Abgeordnetenkammer und dem Senat (Oberhaus) bestehenden Kongresses Balaguers Partei angehörte, die durch Bestechung noch weitere Abgeordnete auf ihre Seite brachte und Abstimmungen zugunsten von Guzmán weitgehend verhinderte. Da Guzmán ein wohlhabender Viehhalter war, wusste er, wie er erfolgreich ökonomische Reformen durchsetzen konnte. Er verbesserte das Netz der öffentlichen Verkehrsmittel und erhöhte die Mindestlöhne. Aber trotz seiner Reformen, die das Land voranbrachten, wurde er fortwährend kritisiert, weil er zu wenig gegen die Armut im Land unternehme. Diese wurde durch den im 1979 über das Land hereinbrechenden Hurrikan David noch verschärft.

### Ende der Präsidentschaft und Suizid
Am 4. Juli 1982 beging Guzmán mit einem Kopfschuss Suizid. Die Umstände seines Todes sind nach wie vor Thema von Diskussionen; viele Dominikaner glauben bis heute, dass er ermordet wurde. Allgemein wird angenommen, dass er sich das Leben aufgrund von Korruptionsvorwürfen gegenüber seinem Führungsapparat (nicht aber gegen Guzmán selbst) nahm, die seine Amtszeit beeinträchtigten. Der Vizepräsident Jacobo Majluta Azar übernahm als kommissarischer Präsident für die verbleibenden 42 Tage von Guzmáns Amtszeit die Regierung.
Guzmáns Amtszeit bedeutete für die Dominikanische Republik eine Übergangszeit von der Diktatur Trujillos zu einem liberaleren Regierungsstil. Paradoxerweise verhinderte Guzmán mit seinem Suizid, der viele Diskussionen auslöste, den friedlichen Übergang der Regierung zwischen zwei aufeinanderfolgenden gewählten Präsidenten, den er während seiner Präsidentschaft als überaus wichtig bezeichnete.